# Torneo Clausura 2013 (El Salvador)
El Torneo Clausura 2013 fue el 30.º torneo corto desde la creación del formato de un campeonato Apertura y Clausura, que se juega en la Primera División de El Salvador. La competencia fue ganada por el Club Deportivo Luis Ángel Firpo que conquistó el décimo título de su historia, y ganó el derecho para participar en la Concacaf Liga Campeones 2013-14.
La temporada inició el día 2 de febrero y finalizó el 26 de mayo. Al igual que años anteriores, la liga comprendió 10 equipos, cada uno jugando partidos de local y visita contra los otros clubes para un total de 18 partidos. Los cuatro mejores equipos al final de la temporada regular tomaron parte de las semifinales. También existió una tabla de posiciones acumulada con respecto al torneo anterior, para decidir el descenso a Segunda División.

## Ascenso  y  descenso
| Pos | Descendido de Primera División 2012/13 |
| --- | -------------------------------------- |
| 10º | Once Municipal                         |

| Pos | Ascendido de la Segunda División |
| --- | -------------------------------- |
| 1º  | CD Dragon                        |

## Equipos participantes
| Equipo                    | Ciudad         | Entrenadores                                                           | Estadio                              | Capacidad |
| ------------------------- | -------------- | ---------------------------------------------------------------------- | ------------------------------------ | --------- |
| Águila                    | San Miguel     | Víctor Coreas (1 - 16) Omar Sevilla (17 - 18)                          | Juan Francisco Barraza               | 10.000    |
| Alianza                   | San Salvador   | Ramiro Cepeda                                                          | Estadio Cuscatlán                    | 53.400    |
| Atlético Marte            | San Salvador   | Jorge García                                                           | Estadio Cuscatlán                    | 53.400    |
| FAS                       | Santa Ana      | William Osorio                                                         | Estadio Óscar Quiteño                | 15.000    |
| Isidro Metapán            | Metapán        | Edwin Portillo (1 - 10) Jorge Rodríguez (11 - 18)                      | Estadio Jorge "Calero" Suárez        | 8.000     |
| Juventud Independendiente | San Juan Opico | Juan Ramón Sánchez                                                     | Complejo Deportivo de San Juan Opico | 4.000     |
| Luis Ángel Firpo          | Usulután       | Edgar Henríquez (1 - 7) Roberto Gamarra (8 - final)                    | Estadio Sergio Torres                | 5.000     |
| Once Municipal            | Ahuachapán     | Juan Sarulyte                                                          | Estadio Simeón Magaña                | 5.000     |
| Santa Tecla               | Santa Tecla    | William Renderos Iraheta                                               | Estadio Las Delicias                 | 3.000     |
| UES                       | San Salvador   | Jorge Ábrego (1 - 6) Miguel Arévalo (7 - 13) Carlos Meléndez (14 - 18) | Estadio Universitario                | 10.000    |

## Sistema de competencia
El torneo comprendió una primera fase en la que los equipos jugaron bajo el sistema todos contra todos a visita recíproca. Los equipos que ocuparon los cuatro primeros lugares en la tabla de posiciones clasificaron a la segunda fase.
En la segunda fase se disputaron las semifinales del torneo, en el que el primer lugar de la tabla de posiciones jugó contra el cuarto, y el segundo contra el tercero. Los partidos fueron a visita recíproca, y los dos primeros lugares decidieron si jugaban de local o visitante en la primera fecha. En caso de igualdad en puntos y goles de diferencia en los juegos de la semifinal, pasó a la final del torneo el equipo que ocupó la mejor posición en la tabla. La final se jugó a partido único, y de haber persistido la igualdad tras los noventa minutos, hubo tiempo extra, y en última instancia los tiros desde el punto penal.
En este torneo se decidió el descenso a la Segunda División mediante una tabla acumulada con respecto al Torneo Apertura 2012, y correspondió al equipo que acumuló el menor número de puntos en los treinta y seis juegos de la temporada regular.

## Transmisión televisiva
Las empresas que transmiten los juegos por televisión en El Salvador son: Telecorporación Salvadoreña, a través de canal 4, desde ocho estadios del país; y canal 21 de Megavisión El Salvador, que lo hace desde el estadio Las Delicias de Santa Tecla.

## Tabla de posiciones
|  |     | Equipos de fútbol      | Pts | PJ | G  | E | P  | GF | GC | Dif |
|  | --- | ---------------------- | --- | -- | -- | - | -- | -- | -- | --- |
|  | 1.  | FAS                    | 36  | 18 | 11 | 3 | 4  | 29 | 17 | +12 |
|  | 2.  | Luis Ángel Firpo       | 32  | 18 | 10 | 2 | 6  | 19 | 19 | 0   |
|  | 3.  | Alianza                | 31  | 18 | 8  | 7 | 3  | 33 | 15 | +18 |
|  | 4.  | Juventud Independiente | 29  | 18 | 8  | 5 | 5  | 31 | 20 | +11 |
|  | 4.  | Santa Tecla            | 29  | 18 | 8  | 5 | 5  | 24 | 17 | +7  |
|  | 6.  | Isidro Metapán         | 26  | 18 | 6  | 8 | 4  | 19 | 20 | -1  |
|  | 7.  | Atlético Marte         | 21  | 18 | 6  | 4 | 8  | 27 | 25 | +2  |
|  | 8.  | Once Municipal         | 20  | 18 | 5  | 5 | 8  | 17 | 29 | -12 |
|  | 9.  | Águila                 | 14  | 18 | 3  | 5 | 10 | 13 | 26 | -13 |
|  | 10. | UES                    | 8   | 18 | 1  | 5 | 12 | 11 | 35 | -24 |

Pts = Puntos; PJ = Partidos Jugados; G = Partidos Ganados; E = Partidos Empatados; P = Partidos Perdidos;
GF = Goles Anotados; GC = Goles Recibidos; Dif = Diferencia de gol
|  |                                                   |
|  | Cuatro primeros lugares clasifican a semifinales. |

## Tabla acumulada
|  |     | Equipos de fútbol      | Pts | PJ | G  | E  | P  | GF | GC | Dif |
|  | --- | ---------------------- | --- | -- | -- | -- | -- | -- | -- | --- |
|  | 1.  | FAS                    | 69  | 36 | 20 | 9  | 7  | 56 | 32 | +24 |
|  | 2.  | Alianza                | 65  | 36 | 18 | 11 | 7  | 69 | 34 | +35 |
|  | 3.  | Isidro Metapán         | 62  | 36 | 17 | 11 | 8  | 56 | 45 | +11 |
|  | 4.  | Luis Ángel Firpo       | 57  | 36 | 17 | 6  | 13 | 45 | 43 | +2  |
|  | 5.  | Santa Tecla            | 50  | 36 | 13 | 11 | 12 | 48 | 50 | -2  |
|  | 6.  | Juventud Independiente | 48  | 36 | 12 | 12 | 12 | 58 | 54 | +4  |
|  | 7.  | Águila                 | 45  | 36 | 12 | 9  | 15 | 42 | 45 | -3  |
|  | 8.  | Atlético Marte         | 44  | 36 | 13 | 5  | 18 | 55 | 50 | +5  |
|  | 9.  | UES                    | 28  | 36 | 5  | 13 | 18 | 30 | 59 | -29 |
|  | 10. | Once Municipal         | 25  | 36 | 6  | 7  | 23 | 32 | 79 | -47 |

|  |                                              |
|  | Último lugar desciende a la Liga de Ascenso. |

## Calendario

### Fase de clasificación
| 2/2 | Sergio Torres         | Luis Ángel Firpo | 1:0 | UES                    |      |
| 2/2 | Las Delicias          | Santa Tecla      | 3:2 | Once Municipal         | 522  |
| 2/2 | Jorge "Calero" Suárez | Isidro Metapán   | 1:0 | Atlético Marte         | 1398 |
| 2/2 | Óscar Quiteño         | FAS              | 1:0 | Águila                 | 6962 |
| 3/2 | Cuscatlán             | Alianza          | 1:1 | Juventud Independiente | 2462 |

| 9/2  | Simeón Magaña          | Once Municipal         | 1:2 | Luis Ángel Firpo | 738  |
| 9/2  | Juan Francisco Barraza | Águila                 | 0:1 | Alianza          | 3091 |
| 10/2 | Cuscatlán              | Atlético Marte         | 0:1 | Santa Tecla      | 1972 |
| 10/2 | Cuscatlán              | UES                    | 1:2 | FAS              | 1972 |
| 10/2 | Complejo Deportivo     | Juventud Independiente | 6:1 | Isidro Metapán   | 766  |

| 13/2 | Simeón Magaña         | Once Municipal   | 1:0 | Atlético Marte         | 192  |
| 13/2 | Sergio Torres         | Luis Ángel Firpo | 0:1 | FAS                    |      |
| 13/2 | Jorge "Calero" Suárez | Isidro Metapán   | 2:1 | Águila                 | 1009 |
| 13/2 | Cuscatlán             | Alianza          | 2:0 | UES                    | 1794 |
| 13/2 | Las Delicias          | Santa Tecla      | 1:2 | Juventud Independiente | 495  |

| 16/2 | Juan Francisco Barraza | Águila                 | 1:1 | Santa Tecla      | 630  |
| 16/2 | Óscar Quiteño          | FAS                    | 2:0 | Alianza          | 7526 |
| 17/2 | Complejo Deportivo     | Juventud Independiente | 1:0 | Once Municipal   | 786  |
| 17/2 | Cuscatlán              | UES                    | 2:2 | Isidro Metapán   | 836  |
| 17/2 | Cuscatlán              | Atlético Marte         | 1:1 | Luis Ángel Firpo | 836  |

| 23/2 | Jorge "Calero" Suárez | Isidro Metapán   | 1:1 | FAS                    |  |
| 23/2 | Las Delicias          | Santa Tecla      | 4:0 | UES                    |  |
| 23/2 | Sergio Torres         | Luis Ángel Firpo | 0:3 | Alianza                |  |
| 24/2 | Simeón Magaña         | Once Municipal   | 1:1 | Águila                 |  |
| 24/2 | Cuscatlán             | Atlético Marte   | 2:1 | Juventud Independiente |  |

| 27/2 | Complejo Deportivo     | Juventud Independiente | 1:2 | Luis Ángel Firpo |  |
| 27/2 | Juan Francisco Barraza | Águila                 | 1:4 | Atlético Marte   |  |
| 27/2 | Universitario          | UES                    | 1:1 | Once Municipal   |  |
| 27/2 | Óscar Quiteño          | FAS                    | 1:0 | Santa Tecla      |  |
| 27/2 | Cuscatlán              | Alianza                | 1:1 | Isidro Metapán   |  |

| 2/3 | Las Delicias       | Santa Tecla            | 1:0 | Alianza        | 2238 |
| 2/3 | Sergio Torres      | Luis Ángel Firpo       | 2:1 | Isidro Metapán |      |
| 3/3 | Cuscatlán          | Atlético Marte         | 3:1 | UES            | 284  |
| 3/3 | Complejo Deportivo | Juventud Independiente | 2:1 | Águila         | 960  |
| 3/3 | Simeón Magaña      | Once Municipal         | 2:1 | FAS            | 1548 |

| 8/3  | Universitario         | UES              | 1:1 | Juventud Independiente | 604  |
| 9/3  | Jorge "Calero" Suárez | Isidro Metapán   | 1:1 | Santa Tecla            | 1048 |
| 9/3  | Óscar Quiteña         | FAS              | 3:1 | Atlético Marte         | 3784 |
| 9/3  | Sergio Torres         | Luis Ángel Firpo | 0:2 | Águila                 |      |
| 10/3 | Cuscatlán             | Alianza          | 7:0 | Once Municipal         | 1619 |

| 16/3 | Las Delicias           | Santa Tecla            | 2:1 | Luis Ángel Firpo | 781  |
| 17/3 | Complejo Deportivo     | Juventud Independiente | 1:1 | FAS              | 1934 |
| 17/3 | Simeón Magaña          | Once Municipal         | 1:0 | Isidro Metapán   | 478  |
| 17/3 | Juan Francisco Barraza | Águila                 | 1:0 | UES              | 382  |
| 17/3 | Cuscatlán              | Atlético Marte         | 3:3 | Alianza          | 2284 |

| 23/3 | Juan Francisco Barraza | Águila                 | 0:1 | FAS              | 2363 |
| 23/3 | Universitario          | UES                    | 0:2 | Luis Ángel Firpo |      |
| 24/3 | Simeón Magaña          | Once Municipal         | 1:0 | Santa Tecla      | 946  |
| 24/3 | Cuscatlán              | Atlético Marte         | 2:1 | Isidro Metapán   | 319  |
| 24/3 | Complejo Deportivo     | Juventud Independiente | 1:2 | Alianza          | 1799 |

| 27/3 | Sergio Torres         | Luis Ángel Firpo | 0:2 | Once Municipal         |      |
| 27/3 | Óscar Quiteño         | FAS              | 3:0 | UES                    | 4335 |
| 27/3 | Las Delicias          | Santa Tecla      | 2:1 | Atlético Marte         | 516  |
| 27/3 | Jorge "Calero" Suárez | Isidro Metapán   | 1:0 | Juventud Independiente | 1000 |
| 31/3 | Cuscatlán             | Alianza          | 5:1 | Águila                 | 6910 |

| 3/4 | Juan Francisco Barraza | Águila                 | 0:0 | Isidro Metapán   | 355  |
| 3/4 | Complejo Deportivo     | Juventud Independiente | 2:1 | Santa Tecla      | 701  |
| 3/4 | Cuscatlán              | Atlético Marte         | 4:1 | Once Municipal   | 305  |
| 3/4 | Universitario          | UES                    | 0:3 | Alianza          | 1404 |
| 3/4 | Óscar Quiteño          | FAS                    | 1:2 | Luis Ángel Firpo | 4310 |

| 6/4 | Jorge "Calero" Suárez | Isidro Metapán   | 2:1 | UES                    | 726    |
| 6/4 | Las Delicias          | Santa Tecla      | 1:0 | Águila                 | 767    |
| 7/4 | Sergio Torres         | Luis Ángel Firpo | 1:0 | Atlético Marte         |        |
| 7/4 | Simeón Magaña         | Once Municipal   | 1:1 | Juventud Independiente | 1128   |
| 7/4 | Cuscatlán             | Alianza          | 3:2 | FAS                    | 14 163 |

| 13/4 | Óscar Quiteño          | FAS                    | 0:2 | Isidro Metapán   | 5509 |
| 14/4 | Universitario          | UES                    | 2:4 | Santa Tecla      | 246  |
| 14/4 | Complejo Deportivo     | Juventud Independiente | 2:1 | Atlético Marte   | 648  |
| 14/4 | Juan Francisco Barraza | Águila                 | 2:1 | Once Municipal   | 414  |
| 14/4 | Cuscatlán              | Alianza                | 0:1 | Luis Ángel Firpo |      |

| 17/4 | Sergio Torres         | Luis Ángel Firpo | 0:3 | Juventud Independiente |      |
| 17/4 | Cuscatlán             | Atlético Marte   | 2:0 | Águila                 | 328  |
| 17/4 | Simeón Magaña         | Once Municipal   | 0:0 | UES                    | 1684 |
| 17/4 | Las Delicias          | Santa Tecla      | 1:1 | FAS                    | 2064 |
| 17/4 | Jorge "Calero" Suárez | Isidro Metapán   | 1:1 | Alianza                | 1477 |

| 20/4 | Óscar Quiteño          | FAS            | 4:1 | Once Municipal         | 3524 |
| 20/4 | Jorge "Calero" Suárez  | Isidro Metapán | 0:0 | Luis Ángel Firpo       | 1192 |
| 20/4 | Universitario          | UES            | 1:0 | Atlético Marte         | 584  |
| 21/4 | Juan Francisco Barraza | Águila         | 2:2 | Juventud Independiente | 469  |
| 21/4 | Cuscatlán              | Alianza        | 0:0 | Santa Tecla            | 3082 |

| 28/4 | Las Delicias           | Santa Tecla            | 0:0 | Isidro Metapán   | 434  |
| 28/4 | Juan Francisco Barraza | Águila                 | 0:2 | Luis Ángel Firpo | 527  |
| 28/4 | Complejo Deportivo     | Juventud Independiente | 4:1 | UES              | 822  |
| 28/4 | Cuscatlán              | Atlético Marte         | 2:3 | FAS              | 2180 |
| 28/4 | Simeón Magaña          | Once Municipal         | 0:0 | Alianza          | 1172 |

| 4/5 | Universitario         | UES              | 0:0 | Águila                 | 1605 |
| 4/5 | Óscar Quiteño         | FAS              | 1:0 | Juventud Independiente | 4241 |
| 4/5 | Cuscatlán             | Alianza          | 1:1 | Atlético Marte         | 2970 |
| 4/5 | Jorge "Calero" Suárez | Isidro Metapán   | 2:1 | Once Municipal         | 921  |
| 4/5 | Sergio Torres         | Luis Ángel Firpo | 2:1 | Santa Tecla            | 1367 |

|  | |
|  | Alianza fue sancionado con dos juegos a puerta cerrada como local y dos mil dólares de multa por parte de la Comisión Disciplinaria de la FESFUT, debido a la infracción de medidas de seguridad en el juego contra FAS del 7 de abril. Posteriormente, la sanción sería rebajada a un juego a puerta cerrada. |

### Juego de desempate por el cuarto lugar
| 8 de mayo de 2013 | Santa Tecla | 0:0 (0:1) | Juventud Independiente | Estadio Nacional Jorge "El Mágico" González, San Salvador, El Salvador, 18:00 h |                                                        |
|                   |             |           | Salamanca 114'         | Asistencia: 1573 espectadores Árbitro(s): Joel Aguilar                          | Asistencia: 1573 espectadores Árbitro(s): Joel Aguilar |

### Semifinales
| 12 de mayo de 2013, 15:00 | Juventud Independiente   | 2:1 (1:1) | FAS       | Estadio Las Delicias, Santa Tecla                           |                                                             |
|                           | Esnal 35' · O. Cerén 59' |           | Águila 2' | Asistencia: 4752 espectadores Árbitro(s): Edenilson Ventura | Asistencia: 4752 espectadores Árbitro(s): Edenilson Ventura |

| 18 de mayo de 2013, 19:00                                                    | FAS        | 1:0 (0:0) | Juventud Independiente | Estadio Óscar Quiteño, Santa Ana                        |                                                         |
|                                                                              | Águila 67' |           |                        | Asistencia: 11409 espectadores Árbitro(s): Joel Aguilar | Asistencia: 11409 espectadores Árbitro(s): Joel Aguilar |
| FAS clasifica a la final por su mejor posición en la tabla de clasificación. |            |           |                        |                                                         |                                                         |

| 12 de mayo de 2013, 15:15 | Alianza      | 1:0 (1:0) | Luis Ángel Firpo | Estadio Cuscatlán, San Salvador |                           |
|                           | Martínez 24' |           |                  | Árbitro(s): Elmer Bonilla       | Árbitro(s): Elmer Bonilla |

| 19 de mayo de 2013, 15:00                                                           | Luis Ángel Firpo | 1:0 (0:0) | Alianza | Estadio Sergio Torres, Usulután |                          |
|                                                                                     | Monteagudo 47'   |           |         | Árbitro(s): Marlon Mejía        | Árbitro(s): Marlon Mejía |
| L.A. Firpo clasifica a la final por su mejor posición en la tabla de clasificación. |                  |           |         |                                 |                          |

### Final
| 25    | POR   | Óscar Arroyo          |     |
| 3     | DEF   | Marvin González       |     |
| 6     | DEF   | José Miguel Granadino |     |
| 22    | DEF   | Carlos Carrillo       |     |
| 4     | DEF   | Ramón Flores          |     |
| 7     | MED   | Jorge Morán           | 71' |
| 26    | MED   | Elder Figueroa        |     |
| 19    | MED   | Gerson Mayén          | 69' |
| 15    | MED   | Alexander Larín       |     |
| 11    | DEL   | Williams Reyes        |     |
| 9     | DEL   | Alejandro Bentos      | 59' |
| D. T. | D. T. | William Osorio        |     |

| 1     | POR   | Dagoberto Portillo      |     |
| 2     | DEF   | Moisés Xavier García    |     |
| 3     | DEF   | Mauricio Quintanilla    |     |
| 4     | DEF   | Carlos Romeo Monteagudo |     |
| 21    | DEF   | Marlon Trejo            |     |
| 24    | MED   | Dennis Alas             |     |
| 17    | MED   | Marlon Martínez         | 52' |
| 8     | MED   | Diego Chavarría         |     |
| 10    | MED   | Martín Mederos          | 61' |
| 9     | DEL   | Anel Canales            |     |
| 11    | DEL   | Medardo Guevara         | 73' |
| D. T. | D. T. | Roberto Gamarra         |     |

| 8  | Centrocampista | Cristian Álvarez | 59' |
| 16 | Delantero      | Jonathan Águila  | 69' |
| 13 | Defensa        | Carlos Aparicio  | 71' |

| 14 | Defensa   | Jorge Elenilson Sánchez | 52' |
| 15 | Defensa   | Cristian Portillo       | 61' |
| 6  | Delantero | César Vásquez           | 73' |

| 7' (pen.) · 55' · 66' | Anel Canales Medardo Guevara Marlon Trejo | 0:1 0:2 0:3 |

| 5' · 9' · 31' · 50' · | Marvin González Alexander Larín Óscar Arroyo Elder Figueroa |

| 9' · 31' · 62' · 74' · | Martín Mederos Medardo Guevara Diego Chavarría César Vásquez |

| 56' · 56' | José Miguel Granadino Ramón Flores |

| Principal  | Jaime Carpio   |
| Asistentes | Juan Zumba     |
|            | Geovany García |
| Cuarto     | Marlon Mejía   |
| Quinto     | David Morán    |

| 25    | POR   | Óscar Arroyo          |     |
| 3     | DEF   | Marvin González       |     |
| 6     | DEF   | José Miguel Granadino |     |
| 22    | DEF   | Carlos Carrillo       |     |
| 4     | DEF   | Ramón Flores          |     |
| 7     | MED   | Jorge Morán           | 71' |
| 26    | MED   | Elder Figueroa        |     |
| 19    | MED   | Gerson Mayén          | 69' |
| 15    | MED   | Alexander Larín       |     |
| 11    | DEL   | Williams Reyes        |     |
| 9     | DEL   | Alejandro Bentos      | 59' |
| D. T. | D. T. | William Osorio        |     |

| 1     | POR   | Dagoberto Portillo      |     |
| 2     | DEF   | Moisés Xavier García    |     |
| 3     | DEF   | Mauricio Quintanilla    |     |
| 4     | DEF   | Carlos Romeo Monteagudo |     |
| 21    | DEF   | Marlon Trejo            |     |
| 24    | MED   | Dennis Alas             |     |
| 17    | MED   | Marlon Martínez         | 52' |
| 8     | MED   | Diego Chavarría         |     |
| 10    | MED   | Martín Mederos          | 61' |
| 9     | DEL   | Anel Canales            |     |
| 11    | DEL   | Medardo Guevara         | 73' |
| D. T. | D. T. | Roberto Gamarra         |     |

| 8  | Centrocampista | Cristian Álvarez | 59' |
| 16 | Delantero      | Jonathan Águila  | 69' |
| 13 | Defensa        | Carlos Aparicio  | 71' |

| 14 | Defensa   | Jorge Elenilson Sánchez | 52' |
| 15 | Defensa   | Cristian Portillo       | 61' |
| 6  | Delantero | César Vásquez           | 73' |

| 7' (pen.) · 55' · 66' | Anel Canales Medardo Guevara Marlon Trejo | 0:1 0:2 0:3 |

| 5' · 9' · 31' · 50' · | Marvin González Alexander Larín Óscar Arroyo Elder Figueroa |

| 9' · 31' · 62' · 74' · | Martín Mederos Medardo Guevara Diego Chavarría César Vásquez |

| 56' · 56' | José Miguel Granadino Ramón Flores |

| Principal  | Jaime Carpio   |
| Asistentes | Juan Zumba     |
|            | Geovany García |
| Cuarto     | Marlon Mejía   |
| Quinto     | David Morán    |

| 25    | POR   | Óscar Arroyo          |     |
| 3     | DEF   | Marvin González       |     |
| 6     | DEF   | José Miguel Granadino |     |
| 22    | DEF   | Carlos Carrillo       |     |
| 4     | DEF   | Ramón Flores          |     |
| 7     | MED   | Jorge Morán           | 71' |
| 26    | MED   | Elder Figueroa        |     |
| 19    | MED   | Gerson Mayén          | 69' |
| 15    | MED   | Alexander Larín       |     |
| 11    | DEL   | Williams Reyes        |     |
| 9     | DEL   | Alejandro Bentos      | 59' |
| D. T. | D. T. | William Osorio        |     |

| 1     | POR   | Dagoberto Portillo      |     |
| 2     | DEF   | Moisés Xavier García    |     |
| 3     | DEF   | Mauricio Quintanilla    |     |
| 4     | DEF   | Carlos Romeo Monteagudo |     |
| 21    | DEF   | Marlon Trejo            |     |
| 24    | MED   | Dennis Alas             |     |
| 17    | MED   | Marlon Martínez         | 52' |
| 8     | MED   | Diego Chavarría         |     |
| 10    | MED   | Martín Mederos          | 61' |
| 9     | DEL   | Anel Canales            |     |
| 11    | DEL   | Medardo Guevara         | 73' |
| D. T. | D. T. | Roberto Gamarra         |     |

| 8  | Centrocampista | Cristian Álvarez | 59' |
| 16 | Delantero      | Jonathan Águila  | 69' |
| 13 | Defensa        | Carlos Aparicio  | 71' |

| 14 | Defensa   | Jorge Elenilson Sánchez | 52' |
| 15 | Defensa   | Cristian Portillo       | 61' |
| 6  | Delantero | César Vásquez           | 73' |

| 7' (pen.) · 55' · 66' | Anel Canales Medardo Guevara Marlon Trejo | 0:1 0:2 0:3 |

| 5' · 9' · 31' · 50' · | Marvin González Alexander Larín Óscar Arroyo Elder Figueroa |

| 9' · 31' · 62' · 74' · | Martín Mederos Medardo Guevara Diego Chavarría César Vásquez |

| 56' · 56' | José Miguel Granadino Ramón Flores |

| Principal  | Jaime Carpio   |
| Asistentes | Juan Zumba     |
|            | Geovany García |
| Cuarto     | Marlon Mejía   |
| Quinto     | David Morán    |

| 25    | POR   | Óscar Arroyo          |     |
| 3     | DEF   | Marvin González       |     |
| 6     | DEF   | José Miguel Granadino |     |
| 22    | DEF   | Carlos Carrillo       |     |
| 4     | DEF   | Ramón Flores          |     |
| 7     | MED   | Jorge Morán           | 71' |
| 26    | MED   | Elder Figueroa        |     |
| 19    | MED   | Gerson Mayén          | 69' |
| 15    | MED   | Alexander Larín       |     |
| 11    | DEL   | Williams Reyes        |     |
| 9     | DEL   | Alejandro Bentos      | 59' |
| D. T. | D. T. | William Osorio        |     |

| 1     | POR   | Dagoberto Portillo      |     |
| 2     | DEF   | Moisés Xavier García    |     |
| 3     | DEF   | Mauricio Quintanilla    |     |
| 4     | DEF   | Carlos Romeo Monteagudo |     |
| 21    | DEF   | Marlon Trejo            |     |
| 24    | MED   | Dennis Alas             |     |
| 17    | MED   | Marlon Martínez         | 52' |
| 8     | MED   | Diego Chavarría         |     |
| 10    | MED   | Martín Mederos          | 61' |
| 9     | DEL   | Anel Canales            |     |
| 11    | DEL   | Medardo Guevara         | 73' |
| D. T. | D. T. | Roberto Gamarra         |     |

| 8  | Centrocampista | Cristian Álvarez | 59' |
| 16 | Delantero      | Jonathan Águila  | 69' |
| 13 | Defensa        | Carlos Aparicio  | 71' |

| 14 | Defensa   | Jorge Elenilson Sánchez | 52' |
| 15 | Defensa   | Cristian Portillo       | 61' |
| 6  | Delantero | César Vásquez           | 73' |

| 7' (pen.) · 55' · 66' | Anel Canales Medardo Guevara Marlon Trejo | 0:1 0:2 0:3 |

| 5' · 9' · 31' · 50' · | Marvin González Alexander Larín Óscar Arroyo Elder Figueroa |

| 9' · 31' · 62' · 74' · | Martín Mederos Medardo Guevara Diego Chavarría César Vásquez |

| 56' · 56' | José Miguel Granadino Ramón Flores |

| Principal  | Jaime Carpio   |
| Asistentes | Juan Zumba     |
|            | Geovany García |
| Cuarto     | Marlon Mejía   |
| Quinto     | David Morán    |

Fuente: El Gráfico (enlace roto disponible en Internet Archive; véase el historial, la primera versión y la última).
|                                             |
| Campeón C.D. Luis Ángel Firpo Décimo título |

## Premios y reconocimientos

### Goleadores
| Jugador        | Equipo         | Goles |
| -------------- | -------------- | ----- |
| Anel Canales   | L.A. Firpo     | 10    |
| Nicolás Muñoz  | Isidro Metapán | 9     |
| Jonathan Faña  | Alianza        | 8     |
| Williams Reyes | FAS            | 8     |
| Osael Romero   | Alianza        | 7     |

### Otros
| Premio                   | Jugador        | Equipo         | Logro                              |
| ------------------------ | -------------- | -------------- | ---------------------------------- |
| Jugador más disciplinado | Jimmy Cuéllar  | Once Municipal | 1620 minutos sin amonestación.     |
| Portero menos vencido    | Miguel Montes  | Alianza        | 15 goles en 17 juegos.             |
| DT con más victorias     | William Osorio | FAS            | 11 triunfos como DT.               |
| Mejor novato             | Sergio Rubio   | UES            | 11 juegos como titular, dos goles. |